# Tentsuyu
Tentsuyu (てんつゆ/天汁) est une sauce japonaise servie avec une tempura.
La sauce est composée de dashi, de mirin et de sauce de soja.